# Шварц, Альфред Францевич
Альфред-Людвиг (Альфре́д) Францевич Шварц (16 ноября 1887, Санкт-Петербург — 1966) — российский легкоатлет, выступавший в беге на короткие дистанции, прыжках в высоту, метании диска и толкании ядра; советский архитектор. Участник летних Олимпийских игр 1912 года.

## Биография
Альфред Шварц родился 16 ноября 1887 года в Санкт-Петербурге.
Выступал в легкоатлетических соревнованиях за клуб «Спорт» (КЛС) из Санкт-Петербурга. В 1909—1912 годах завоевал на чемпионатах России одну золотую, одну серебряную и пять бронзовых медалей.
В 1912 году вошёл в состав сборной России на летних Олимпийских играх в Стокгольме. Выступал в прыжках в высоту с места. Взяв с первой попытки 1,30, 1,35 и 1,40 метра, не смог преодолеть 1,50 метра — высоту, необходимую для попадания в финал.
С 1908 по 1917 годы обучался в Императорской академии художеств на факультете архитектуры. Ученик Леонтия Бенуа. Окончил академию в 1917 году с дипломом художника-архитектора. Известно, что до 1928 года проживал в Ленинграде. С середины 1920-х годов работал архитектором Управления Петергофских дворцов-музеев, где руководил всеми ремонтно-реставрационными работами.
В 1927 году в Петергофе по проекту А. Ф. Шварца (совместно с директором Петергофских дворцов-музеев Н. И. Архиповым) был открыт памятник героям Гражданской войны и погибшим при подавлении Кронштадтского мятежа (скульптор Ясиновский, инженер А. Глинин; площадь Жертв Революции).
Один из эскизов Альфреда Шварца хранится в коллекции Русского музея в Санкт-Петербурге.
В годы Великой Отечественной войны, как немец, был выслан в Чимкент.
Умер в 1966 году.

## Результаты
| Год  | Город           | Дата       | Дисциплина | Результат  | Место |
| ---- | --------------- | ---------- | ---------- | ---------- | ----- |
| 1909 | Санкт-Петербург | 20—21 июня | Диск       | 31,61      | II    |
| 1909 | Санкт-Петербург | 20—21 июня | Высота     | 1,56       | III   |
| 1910 | Рига            | 26—27 июня | 100 м      | более 11,2 | III   |
| 1910 | Рига            | 26—27 июня | Ядро       | 10,47      | III   |
| 1910 | Рига            | 26—27 июня | Диск       | 29,59      | III   |
| 1911 | Санкт-Петербург | 9—10 июля  | 100 м      | 11,6       | I     |
| 1912 | Москва          | 8 сентября | Диск       | 32,68      | III   |